# Klasea pinnatifida
Klasea pinnatifida, el cardo-sol, es una especie de planta herbácea del género Klasea de la familia Asteraceae.

## Descripción
Planta herbácea de atractivas flores rosado-pupúreas y solitario tallo, que raramente sobrepasa los 25 cm de altura. La forma de sus hojas varía mucho, aunque de ordianrio las basales son denticuladas y anchamente elípticas. Es característica la lanilla blanca que cubre los nervios de las hojas en sus dos caras, extendiéndose parcialmente por el tallo y las brácteas de la inflorescencia. Los capítulos, de 2-3 cm, son cilindroides, solitarios, y sus brácteas involucrales externas rematan en una fina punta apical amarilla, raramente ausente.

## Hábitat y distribución
Es un endemismo que crece en laderas calizas de la península ibérica y de África del norte. Florece desde finales de primavera y en el verano.

## Taxonomía
Klasea pinnatifida fue descrita por Antonio José de Cavanilles en 1791 como Carduus pinnatifidus e incluido en el género Klasea Salvador Talavera y publicado en Fl. Vasc. Andalucía Occid., vol. 3, p. 164 en 1987
Sinonimia
- Carduus pinnatifidus Cav.	(basiónimo)
- Centaurea barrelieri Dufour
- Cirsium pinnatifidum Spreng.
- Serratula barrelieri (Dufour) Dufour
- Serratula pinnatifida (Cav.) Poir.[4]

## Nombres vernaculares
- Castellano: cardo-sol, mano de viejo, serrilla, serrátula.[5]